# Иван Попов (генерал, пехота)
Вижте пояснителната страница за други личности с името Иван Попов.
Иван Тодоров Попов е български офицер (генерал-майор), участник в четата на Филип Тотьо, командир на дружина в Сръбско-българската война, на бригада в Балканската война и на дивизия в Междусъюзническата война. Получава ордени „За храброст“, „Св. Александър“ и „За военна заслуга“. Репресиран от правителството на Александър Стамболийски – заради политическите му убеждения е арестуван и без съд и присъда е хвърлен в затвора. Убит при атентата в църквата „Света Неделя“.

## Биография
Иван Попов е роден на 16 февруари 1857 г. в Свищов. През 1876 г. едва 19-годишен се включва като четник в четата на Филип Тотьо. През 1879 г. завършва в първия випуск на Военното училище в София.
През ноември 1879 е произведен в чин подпоручик и зачислен в 15-а пехотна свищовска дружина, която всъщност е преименуваната 12-а опълченска дружина. От 1881 г. е дружинен адютант. На 30 август 1882 година е произведен в чин поручик. През 1884 година 15-а свищовска дружина се влива в 3-ти пехотен полк във Видин и Иван Попов е командир на рота от 3-ти пехотен бдински полк. Същата година е командирован на стаж в 131-ви пехотен тирасполски полк в Киев. На 30 август 1885 г. е произведен в чин капитан. На 13 септември 1885 г. е назначен за командир на 3-ти пехотен бдински полк. На 21 септември същата година – за командир на 1-ви пехотен софийски полк. На 6 октомври 1885 г. – за командир на 4-та дружина от Втори пехотен струмски полк.
През Сръбско-българската война (1885) е командир на дружина във Втори пехотен струмски полк. Сражава се при Сливница и в боевете при овладяването на Пирот.
В 1893 г. е назначен за командир на 8-и пехотен приморски полк. Уволнен е от служба на 18 май 1906 година.
Участва в Балканската война като командир на Първи пехотен софийски полк и командир на първа бригада на Първа пехотна софийска дивизия. В Междусъюзническата война през 1913 г., командва Първа пехотна софийска дивизия. След нея е командир на Тринадесета пехотна дивизия. След войната се уволнява в запаса.
Народен представител в XVII ОНС (20 март 1914 – 15 април 1919 г.). Заради политическите му убеждения в 1922 г. е тежко репресиран от правителството на Ал. Стамболийски – арестуван е и затворен без съд и присъда. Умира при атентата в църквата „Света Неделя“ на 16 април 1925 година.

## Семейство
От първата си жена Иван Попов има две дъщери: Ана Иванова Попова-Ранчева (завършва Робърт колеж в Цариград, работи като преводачка, има двама сина: Никола и Иван) и Любица Иванова Попова (завършва консерватория, гимназиална преподавателка по музика, съпруга на писателя Гьончо Белев, има дъщеря Верка). След ранната кончина на съпругата му, ген. Иван Попов се жени повторно за София Ханджова. От втория си брак има три деца: Тодор Иван Попов, София Иванова Попова и Васка Иванова Попова-Баларева.
Тодор Попов завършва право и през 20-те години на XX век придобива докторска степен по право и финанси от Университета в Тюбинген, Германия. По-късно става директор на фабриката за хартия в град Белово и заема позицията до 9 септември 1944 година. С жена си Зора Георгиева Меченова (Попова) имат двама сина – Иван и Георги. Георги Попов е български театрален режисьор.
Васка Попова-Баларева е видна българска художничка. През 1933 г. тя се омъжва за генерал Христо Баларев, с когото имат един син, внук на генерала – известния български химик проф. д-р Христо Хр. Баларев.
София Иванова Попова завършва медицина и се омъжва за доц. д-р Борис Клайн – преподавател в Медицинския университет в София, ръководител на вътрешното отделение и управител на болница „Червен кръст“ (днес „Пирогов“) до 1944 г. Те имат две деца, внуци на генерала – Емил Борисов Клайн (филолог, преподавател по френски език) и доц. д-р София Борисова Клайн (лекар, доцент в Медицинския университет – София).

## Военни звания
- Прапоршчик (10 май 1879)
- Подпоручик (1 ноември 1879, преименуван)
- Поручик (30 август 1882)
- Капитан (30 август 1885)
- Майор (17 април 1887)
- Подполковник (2 август 1891)
- Полковник (2 август 1895)
- Генерал-майор (18 май 1909)

## Награди
- Военен орден „За храброст“[1] III степен, 1 клас и IV степен, 2 клас
- Царски орден „Св. Александър“ III степен с мечове по средата, IV и V степен без мечове
- Народен орден „За военна заслуга“ III степен на обикновена лента